# Zeilsteen

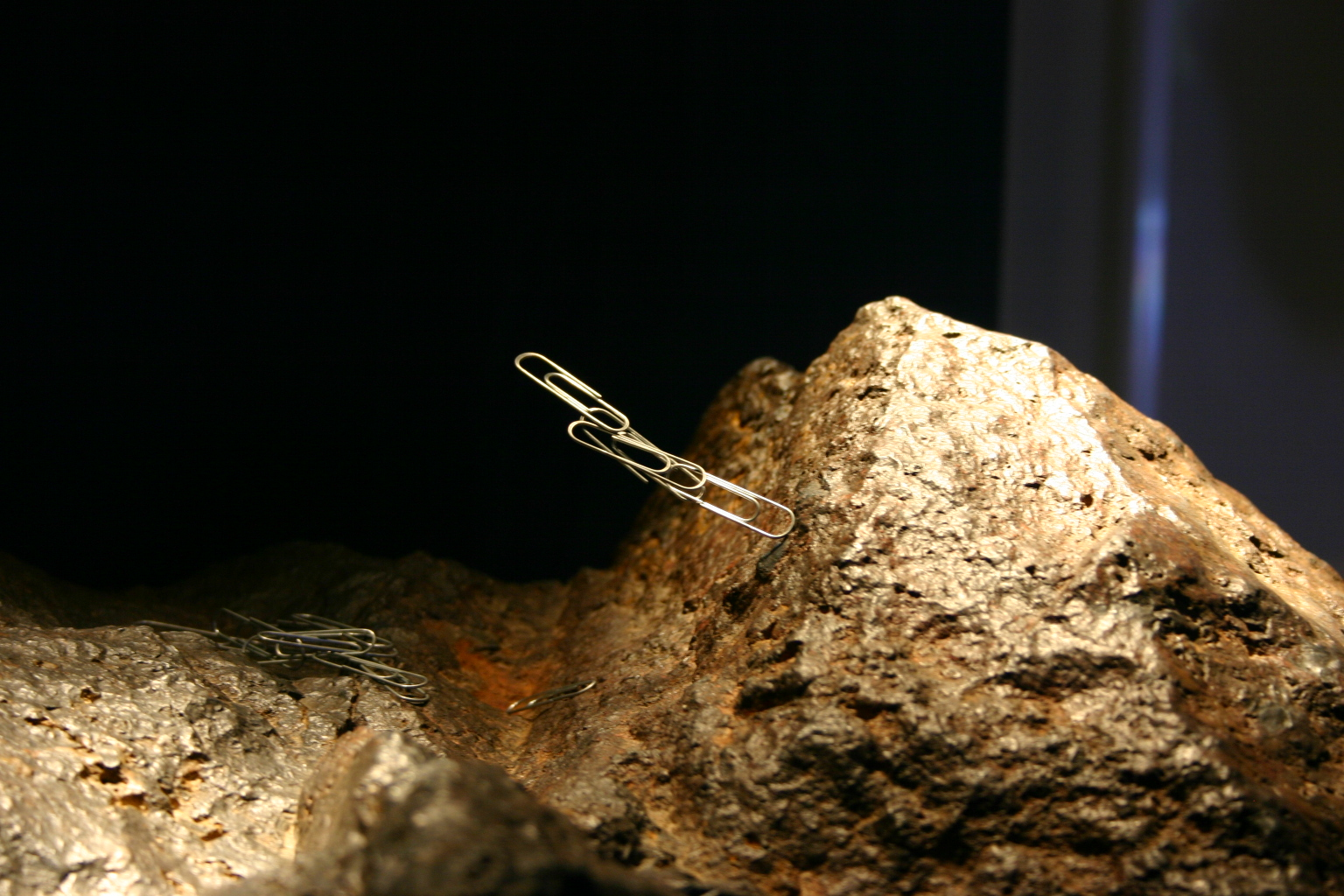
Een zeilsteen in het National Museum of Natural History in Washington

Een zeilsteen is een natuurlijke permanente magneet. Zeilstenen bestaan uit varianten van het mineraal magnetiet met een hoge remanentie, die door een gepulst magnetisch veld rond een blikseminslag gemagnetiseerd zijn geraakt. In de middeleeuwen werden zeilstenen onder andere gevonden op Elba.
De zeilsteen werd oorspronkelijk gebruikt als voorloper van de kompasnaald. De steen werd op een stukje hout bevestigd en dreef in een tobbe aan boord van een schip. Daarmee kon bij een bewolkte hemel globaal de richting bepaald worden.
Rond 1250 worden voor het eerst naalden door zeilstenen gemagnetiseerd. Daarmee kon het noorden veel nauwkeuriger worden bepaald dan met de zeilsteen zelf. Gedurende vele eeuwen had men zeilstenen nodig om kompasnaalden te kunnen magnetiseren. Zeeschepen hadden er daarom één aan boord, en dat gaf deze stenen de naam. De stenen waren vaak mooi versierd.

## Zeilsteen van Peter de Grote
Het Rijksmuseum Amsterdam heeft de zeilsteen in de collectie die door Tsaar Peter de Grote gebruikt zou zijn.

## Afbeeldingen

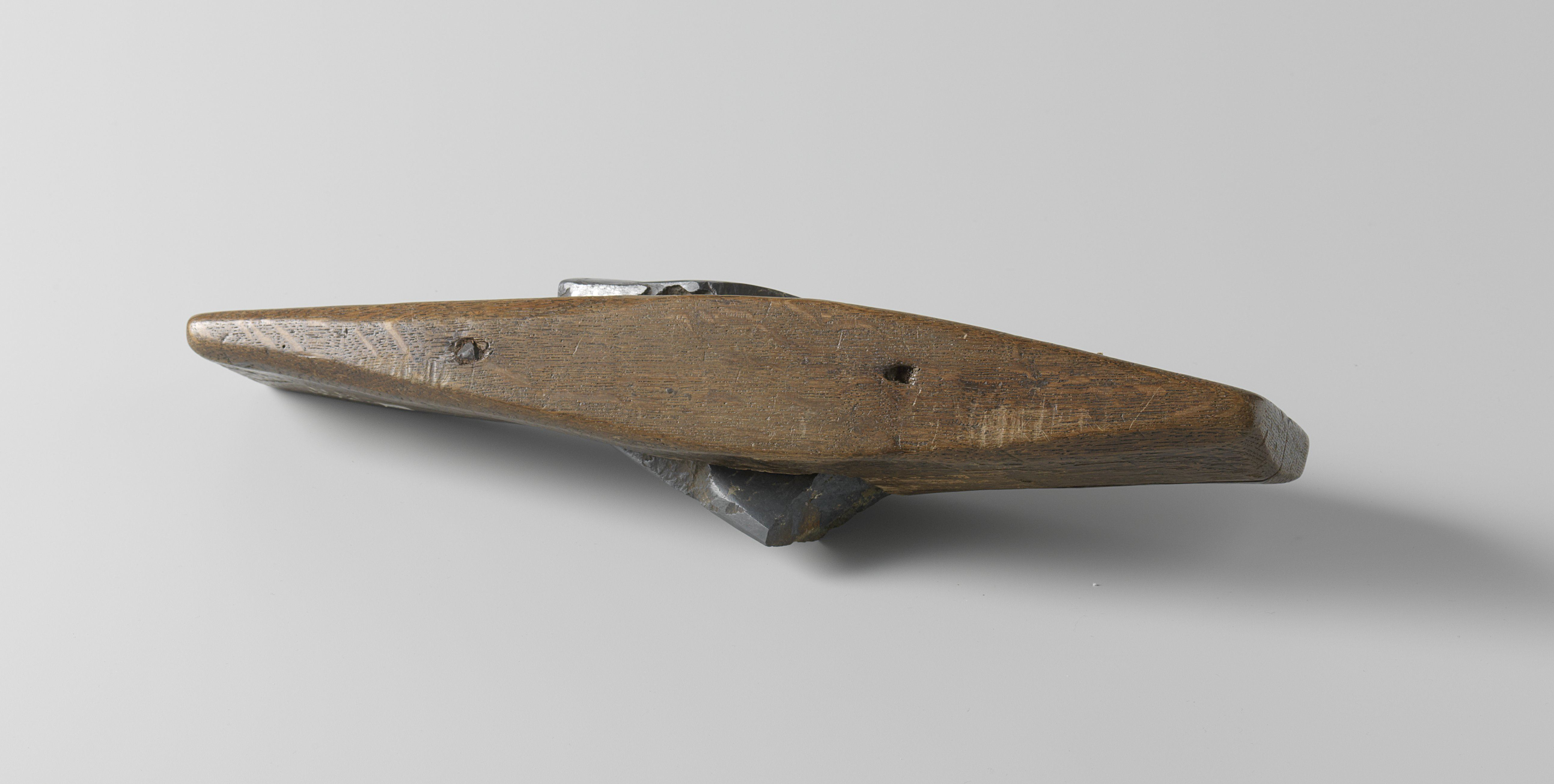
Zeilsteen van Peter de Grote in het Rijksmuseum Amsterdam
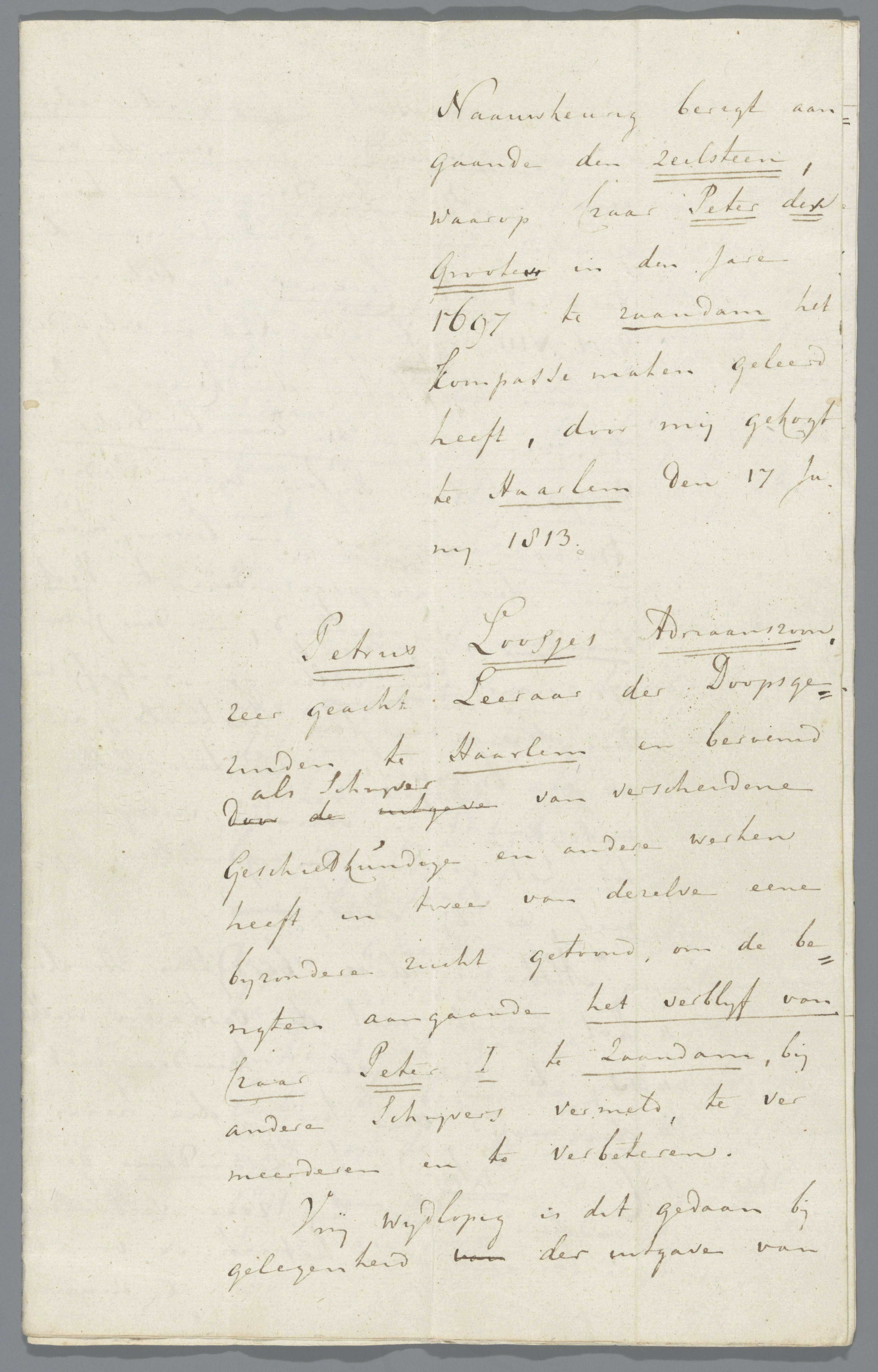
Verklaring van J. Scheltema betreffende de herkomst van de zeilsteen
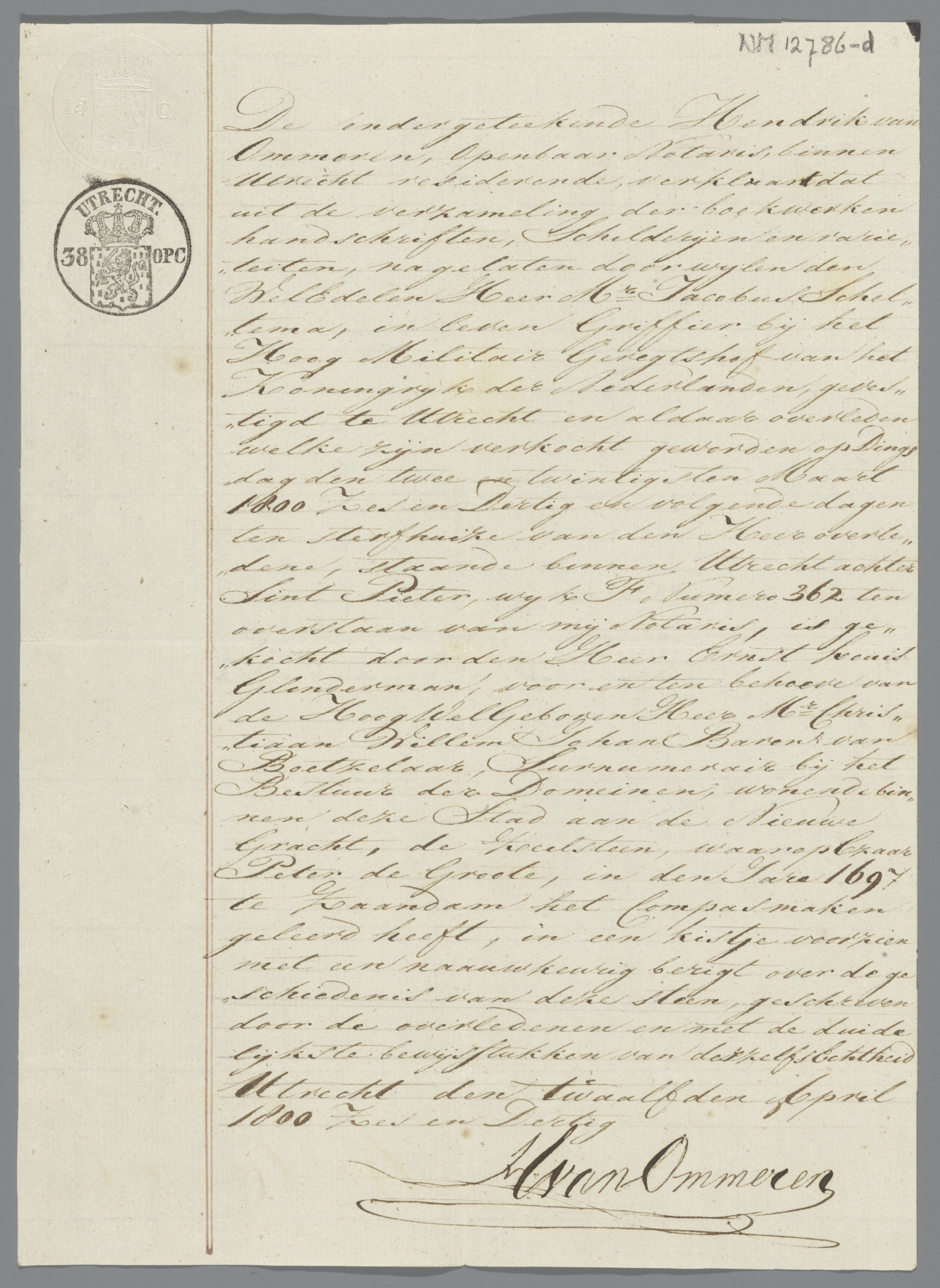
Verklaring van verkoop aan C. W. J. Baron van Boetselaar